# Mort Dinner Rick Andre
"Mort Dinner Rick Andre" er den første episode den femte sæson af Adult Swims tegnefilmserie Rick and Morty. Den er skrevet af Jeff Loveness og instrueret af Jacob Hair, og afsnittet havde premiere den 20. juni 2021.
Rick afslører at han har haft en lang krig med sin nemesis Mr. Nimbus, og de mødes for at forhandle en fredsaftale hjemme hos Rick. Han beder Morty smide en flaske vin i et tomrum, hvor tiden bevæger sig hurtigere som forberedelse til mødet. Da Jessica kommer forbi vil Morty hente flasken, og personen i tomrummet, Hoovy, er hjælpsom, men da han kommer tilbage finder han, at hans kone for længst er død.
Afsnittet blev set af ca. 1,3 mio. personer ved første visning.